# تشاد ماكوين
تشاد ماكوين (بالإنجليزية: Chad Mcqueen) هو منتج أفلام وسائق سيارة سباق وممثل أمريكي، ولد في 28 ديسمبر 1960 بلوس أنجلوس في الولايات المتحدة.

## أعمال

### أفلام
- (1984) فتى الكاراتيه[7][8][9]
- (1986) فتى الكاراتيه الجزء الثاني[10][11][12]

## وصلات خارجية
- تشاد ماكوين على موقع IMDb (الإنجليزية)
- تشاد ماكوين على موقع ألو سيني (الفرنسية)
- تشاد ماكوين على موقع أول موفي (الإنجليزية)
- تشاد ماكوين على موقع قاعدة بيانات الأفلام السويدية (السويدية)
- تشاد ماكوين على موقع إن إن دي بي (الإنجليزية)
- تشاد ماكوين على موقع قاعدة بيانات الفيلم (الإنجليزية)
- تشاد ماكوين على موقع كينوبويسك (الروسية)